# مزار خواجه شهاب الدین احمد
مزار خواجه شهاب الدین احمد مربوط به سده ۸ ق است و در شهرستان تایباد، ۳۰۰ متری شمال‌غرب روستای جوزقان واقع شده و این اثر در تاریخ ۲۲ مرداد ۱۳۸۴ با شمارهٔ ثبت ۱۳۱۴۵ به‌عنوان یکی از آثار ملی ایران به ثبت رسیده‌است.